# Quadrangle d'Ismenius Lacus

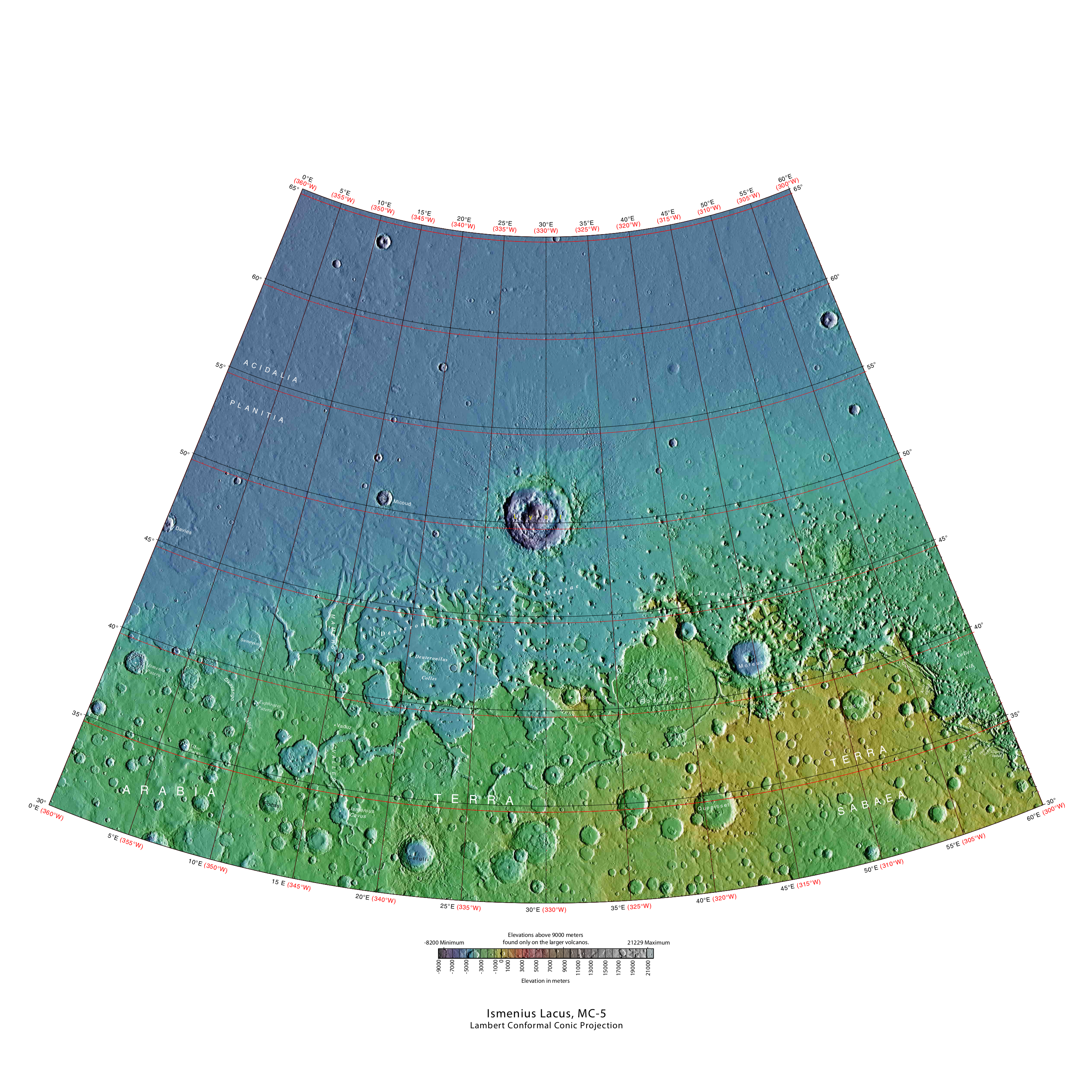
Quadrangle d'Ismenius Lacus

Dans le cadre de la géographie de la planète Mars, le quadrangle d'Ismenius Lacus  — également identifié par le code USGS MC-05 — désigne une région martienne définie par des latitudes comprises entre 30° et 65° N et des longitudes comprises entre 0° et 60° E. 